# ویوین سیلفانی-تونی
ویوین سیلفانی-تونی (انگلیسی: Vivien Silfany-Tony؛ زادهٔ ۲۲ اوت ۱۹۸۹) تنیس‌باز اهل اندونزی است.